# Chevrolet Caprice
Chevrolet Caprice, personbil som tillverkades 1965 till 1996 av General Motors. Det första året presenterades bilen som en lyxigare variant av Chevrolet Impala. 1966 presenterades bilen som en egen modell.
Chevrolet Caprice fanns både i sedan- och kombimodell. Sedanversionen användes ofta som taxi- och polisbil i USA. Caprice bytte kaross ett flertal gånger, 1977 kom en till det yttre betydligt mindre kaross, men mer större innerutrymmen än tidigare. En tvådörrars kupéversion tillkom detta år. Denna kantiga kaross inspirerade Volvo när de formgav sin 760 som kom 1982. Andra källor vill göra gällande att det var Pontiac 6000 som inspirerade Volvo under chefs designer Jan Wilsgaard.
1991 ändrades Caprice igen, och fick då en strömlinjeformad kaross. Bilmodellen slutade tillverkas 1996 och var under hela sin livslängd mekaniskt sett i stort sett oförändrad, med separat ram, längsmonterad sex- eller åttacylindrig v-motor och bakhjulsdrift.
Chevrolet Impala som byggdes mellan 1958 och 1985 återuppstod igen 1994-1996,2000 till dags dato 
Bilen hette beroende på utrustning och motor från o med 1991 års modell: Chevrolet Caprice, Buick Roadmaster eller Oldsmobile Cutlass Cruiser. 94 - tillkom även Chevrolet Impala på samma platta.